# SN 1995bd
SN 1995bd – supernowa typu Ia-pec odkryta 3 stycznia 1996 roku w galaktyce UGC 3151. Jej maksymalna jasność wynosiła 17,29m.